# گادولینیم

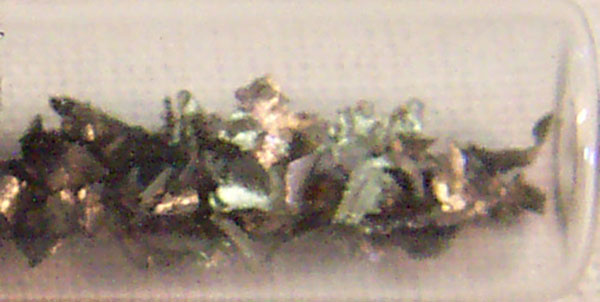
گادولینیوم

گادولینیُم (Gadolinium) یک عنصر شیمیایی با نماد Gd و عدد اتمی ۶۴ است. گادولینیم پیش از اکسیده شدن، یک فلز نقره‌ای مایل به سفید است. این عنصر، کمی چکش‌خوار است و یک عنصر کمیاب زمین و شکل‌پذیر است. گادولینیم با اکسیژن یا رطوبت اتمسفر به آرامی واکنش داده و یک پوشش سیاه تشکیل می‌دهد. گادولینیم، زیر نقطهٔ کوری ۲۰ درجه سلسیوس (۶۸ درجه فارنهایت) فرومغناطیس است، با جاذبه‌ای بیشتر از میدان مغناطیسی نیکل. بالاتر از این دما، پارامغناطیسترین عنصر است. در طبیعت، تنها به‌صورت اکسید شده یافت می‌شود و پس از جداسازی، معمولاً ناخالصی‌های سایر عناصر کمیاب را به‌دلیل خواص شیمیایی مشابه آن‌ها به همراه دارد.
گادولینیم در سال ۱۸۸۰ توسط ژان چارلز دو ماریگناک کشف شد که اکسید آن را با استفاده از طیف‌سنجی شناسایی کرد. نام آن برگرفته از کانی گادولینیت، یکی از کانی‌هایی است که گادولینیم در آن یافت می‌شود، که خود به نام شیمی‌دان فنلاندی یوهان گادولین نامگذاری شده‌است. گادولینیم خالص نخستین بار توسط شیمی‌دان پل-امیل لکو د بویسباودران در حدود سال ۱۸۸۶ جداسازی شد.
گادولینیم دارای ویژگی‌های متالورژیکی غیرمعمولی است، به‌حدی که یک درصد گادولینیم می‌تواند به‌طور قابل توجهی کارایی و مقاومت در برابر اکسیداسیون را در دماهای بالای آهن، کروم و فلزات مرتبط، بهبود بخشد. گادولینیم به‌عنوان یک فلز یا یک نمک، نوترون‌ها را جذب می‌کند و بنابراین گاهی برای محافظت در رادیوگرافی نوترونی و در رآکتورهای هسته‌ای استفاده می‌شود.
یون‌های گادولینیم (III) در نمک‌های محلول در آب برای پستانداران بسیار سمی هستند. با این‌حال، چنگالش گادولینیم (III) از قرار گرفتن گادولینیم (III) در معرض جاندار جلوگیری می‌کند و بیشتر آن پیش از این‌که بتواند در بافت‌ها رسوب کند توسط کلیههای سالم، دفع می‌شود. به‌دلیل خواص پارامغناطیس، محلول‌های کمپلکس‌های گادولینیم آلی کِلات شده به‌عنوان مادهٔ حاجب اِم‌آرآی مبتنی بر گادولینیم به‌صورت داخل وریدی در تشخیص پزشکی استفاده می‌شوند. مقادیر متفاوتی در بافت‌های مغز، ماهیچه قلب، کلیه، سایر اندام‌ها و پوست رسوب می‌کند که عمدتاً به نحوهٔ عملکرد کلیه، ساختار کِلات‌ها (خطی یا ماکروسیکلیک) و دوز تجویز شده بستگی دارد.

## ویژگی‌ها
گادولینیم عنصری خاکی کمیاب از لانتانیدهاست. عدد اتمی آن ۶۴ و در گروه IIIB و دوره ششم جدول تناوبی جای دارد. جرم اتمی آن ۱۵۷٫۲۵ و ظرفیت آن ۳ است.
گادولینیم فلزی است براق، جرم حجمی آن ۷٫۸۷ نقطه ذوب ۱۳۱۲ درجه و نقطه جوش آن ۳۰۰۰ درجه سانتی‌گراد است. با آب به کندی واکنش می‌دهد و در دماهای پایین، مغناطیس قوی است. نمک‌های آن بی‌رنگند. دارای قوی‌ترین مقطع جذب نوترونی نسبت به هر عنصر شناخته شده‌است، قابل سوختن است و در دستگاه مسدسی اکسید می‌شود.

## روش استخراج
- احیای فلورویید آن با کلسیم
- الکترولیز کلرید نمک طعام در دیگ آهنی که به عنوان آند به کار می‌رود و گرافیت به عنوان کاتد[نیازمند منبع]

## کاربردها
حفاظ نوترونی، فعال‌کننده فسفر، کاتالیزور، پاک‌کننده برای اکسیژن در تهیه تیتانیم، ماده حاجب در اِم‌آرآی

## ذخایر
گادولینیم در بسیاری از کانی‌ها مانند مونازیت و باستانائزیت یافت می‌شود. این فلز بیش از حد واکنش‌پذیر است و به‌طور طبیعی خالص وجود ندارد. کانی گادولینیت در واقع فقط حاوی ردپایی از این عنصر است. فراوانی گادولینیم در پوستهٔ زمین حدود ۶٫۲ میلی‌گرم بر کیلوگرم است و منابع اصلی معدنی آن در چین، ایالات متحده، برزیل، سری‌لانکا، هند و استرالیا با ذخایر بیش از یک میلیون تن است. تولید جهانی گادولینیم خالص حدود ۴۰۰ تن در سال است. کانی لپرسونیت-(Gd) نیز حاوی گادولینیم و بسیار نادر است.